# Zwanenplein
Zwanenplein is een plein in Amsterdam-Noord. Het plein is gelegen in de Vogelbuurt-Zuid; in groter geheel Vogeldorp, sinds 2000 gemeentelijk monument en sinds 2014 Rijksbeschermd gezicht Amsterdam-Noord. De in het midden van de plein staande (voormalige) Bethlehemkerk is daar bovenop nog eens een rijksmonument (508434).

## Geschiedenis en ligging
Het voldoet niet geheel (meer) aan de omschrijving van plein (open plaats binnen bebouwing) want midden op het plein staat een de voormalige Bethlehemkerk, later opgeleverd dan het plein. Het plein in de open ruimte heeft in combinatie met de Koekoeksstraat de vorm van een pijl richting west of van een vlieger. Het hele buurtje rondom het plein is symmetrisch opgezet, maar daar zie je op de grond eigenlijk niets van; de kerk is voor de zichtbaarheid van de opzet een obstakel. Het plein kreeg op 7 juni 1917 per raadsbesluit haar naam en werd vernoemd naar de watervogels zwanen. Alle straten die op het plein uitmonden zijn eveneens vernoemd naar vogels, waarvan slechts één ook vernoemd is naar een watervogel: Eendenstraat. Andere straten zijn de Spechtstraat, de eerder genoemde Koekoeksstraat en de Mussenstraat. Het plein werd als tuindorp grotendeels gebouwd tijdens de Eerste Wereldoorlog; het was een project binnen de sociale woningbouw.

## Gebouwen
Hier zijn gerenommeerde stedenbouwkundigen en architecten aan het ontwerpen geweest. De plattegrond van de wijk kwam van Jo van der Mey. De “pijlpunten” zijn woningen ontworpen door Tjeerd Kuipers en Arnold Ingwersen. De bebouwing van de zijstraten (Eendenstraat, Spechtstraat), maar bijvoorbeeld ook Zwanenplein 2-30, kwam uit de handen van Jan Gratama en Gerrit Versteeg. De bouwwerken vallen onder de stroming "Traditioneel bouwen" met hier en daar invloeden van Hendrik Petrus Berlage. Huisnummers lopen op van 1 tot en met 121; even huisnummers komen niet verder dan 72. De nummers zijn verdeeld over de gevelwanden op de huisnummers 34-36 na; die zijn bestemd voor de voormalige Bethlehemkerk, Zwanenplein 34-36, ontworpen door Adriaan Moen.

## Kunst
Op het plein zelf zijn geen uitingen van kunst in de open ruimte te vinden. Wel zijn in de gevels versieringen aangebracht gevangen onder de noemer Gevelstenen Zwanenplein.

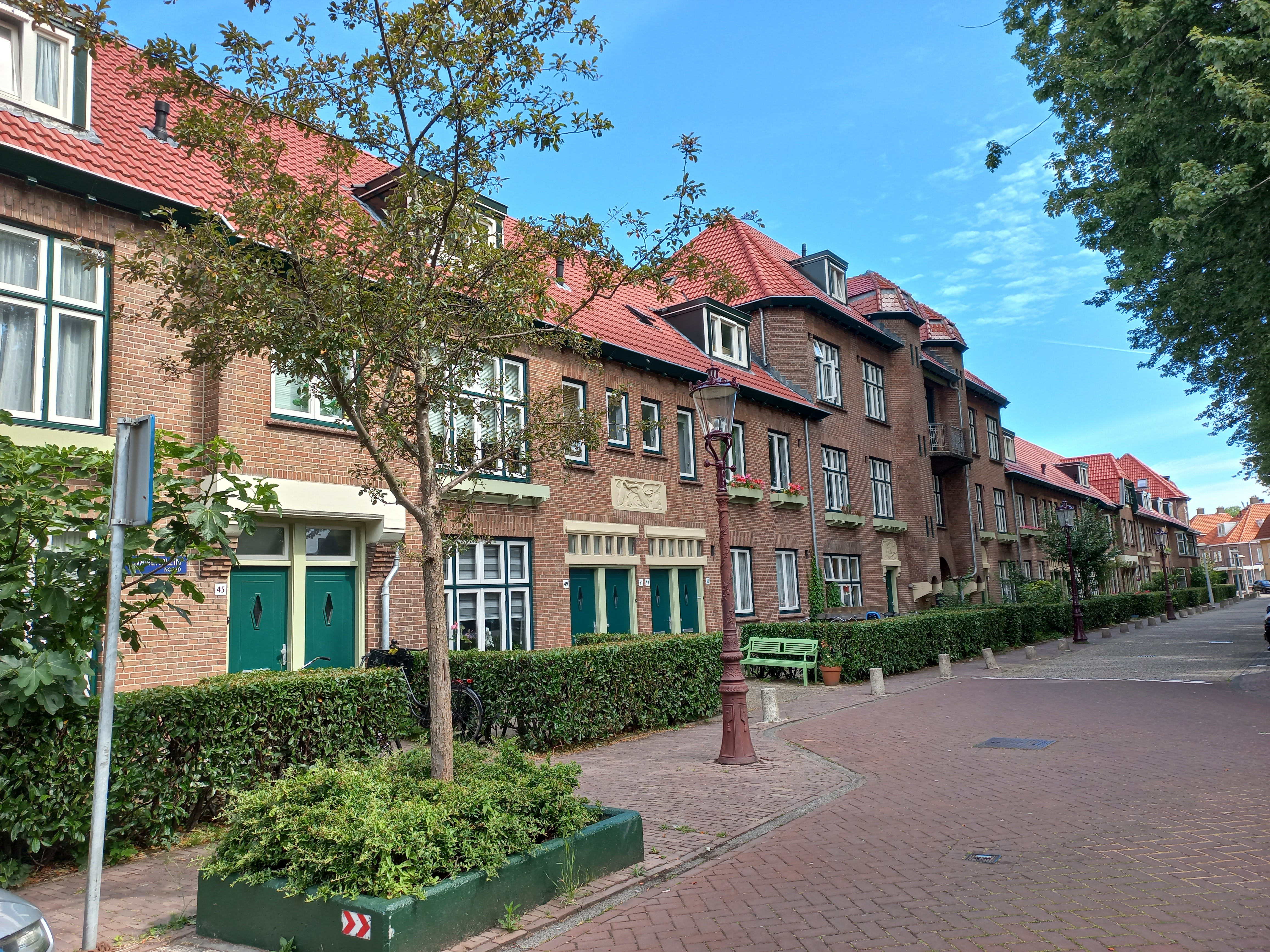
Zwanenplein 45-105 met ook een poortgebouw (juli 2022)

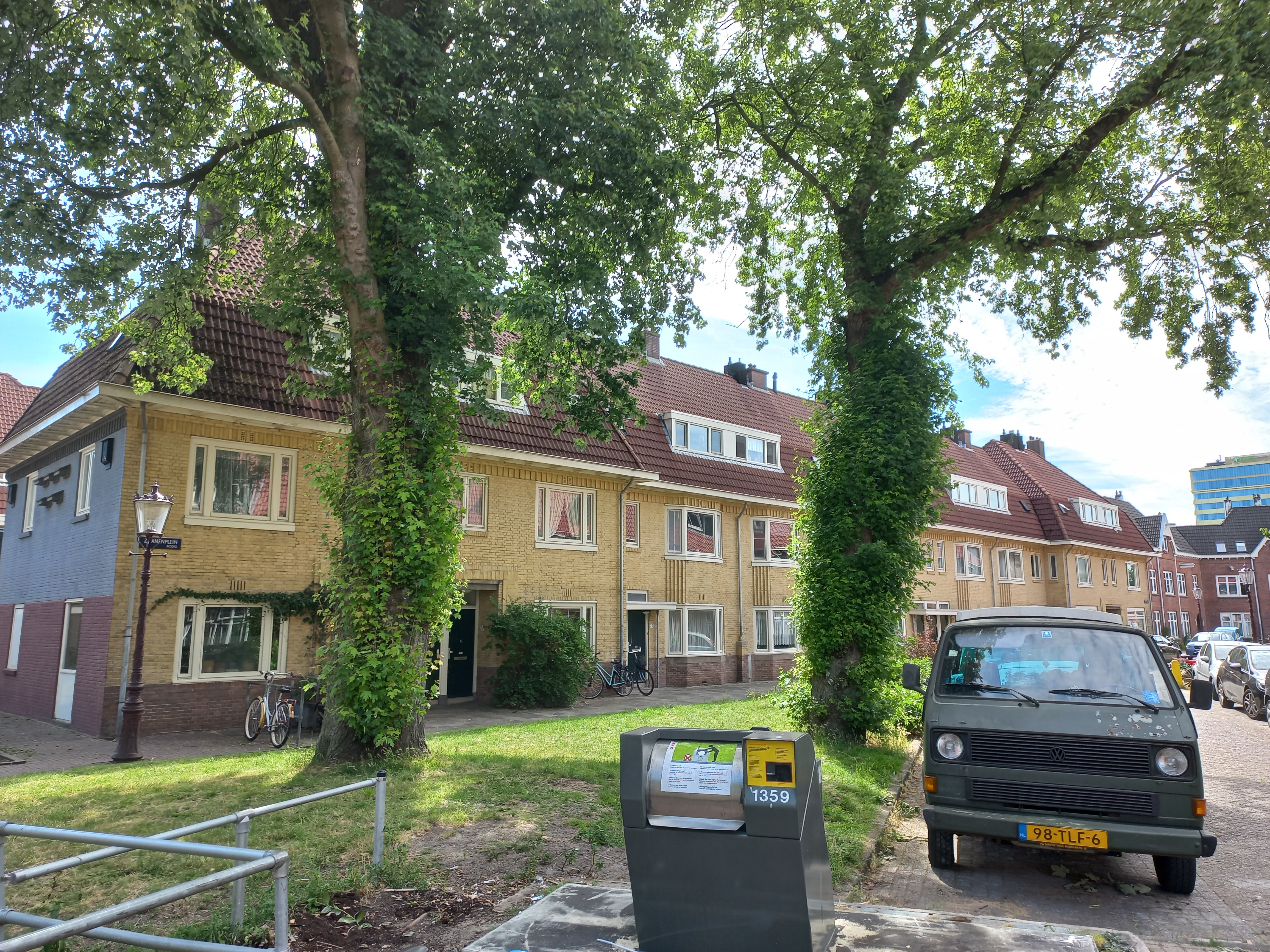
Afwijkend blokje 2-30 (juli 2022)